# Nannoniscoides laticontractus
Nannoniscoides laticontractus är en kräftdjursart som beskrevs av Boris Vladimirovich Mezhov 1986. Nannoniscoides laticontractus ingår i släktet Nannoniscoides och familjen Nannoniscidae. Inga underarter finns listade i Catalogue of Life.